# Olympische Sommerspiele 1904/Tauziehen
Bei den III. Olympischen Spielen 1904 in St. Louis fand ein Mannschaftswettbewerb im Tauziehen statt. Austragungsort war am 31. August und 1. September das Innenfeld des Stadions Francis Field. Im Gegensatz zu heute galt das Tauziehen damals nicht als eigenständige Sportart, sondern als Teil der Leichtathletik.

## Anmerkungen

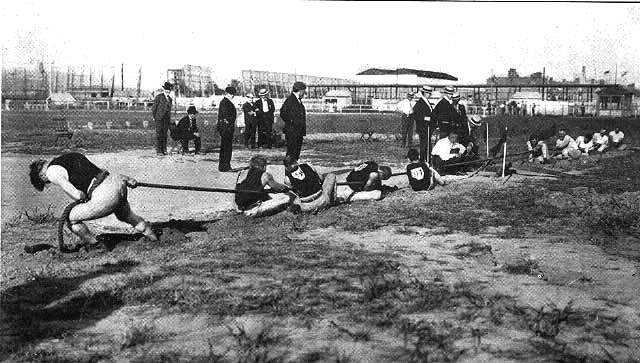
Tauziehen bei den Olympischen Spielen 1904

## Medaillenspiegel
| Platz | Land               | Gold | Silber | Bronze | Gesamt |
| ----- | ------------------ | ---- | ------ | ------ | ------ |
| 1     | Vereinigte Staaten | 1    | 1      | 1      | 3      |

## Ergebnisse
| Platz | Land | Sportler |
| ----- | ---- | --- |
| 1     | USA  | Milwaukee Athletic Club Patrick Flanagan, Sidney Johnson, Conrad Magnusson, Oscar Olson, Henry Seiling                                              |
| 2     | USA  | Southwest Turnverein of St. Louis 1 Max Braun, August Rodenberg, Charles Rose, William Seiling, Orin Upshaw                                         |
| 3     | USA  | Southwest Turnverein of St. Louis 2 Oscar Friede, Charles Haberkorn, Harry Jacobs, Frank Kugler, Charles Thias                                      |
| 4     | USA  | New York Athletic Club Charles Chadwick, Charles Dieges, Lawrence Feuerbach, Samuel Jones, James Mitchel                                            |
| 5     | GRE  | Panellinios Gymnastikos Syllogos Athen Dimitrios Dimitrakopoulos, Nikolaos Georgandas, Anastasios Georgopoulos, Perikles Kakousis, Vasilios Metalos |
| 5     | RSA  | Boer Team Pieter Hillense, Pieter Lombard, Johannes Schutte, Paulus Visser, Christopher Walker                                                      |

Datum: 31. August und 1. September 1904
| Viertelfinale  | Viertelfinale | Viertelfinale | Viertelfinale |
| -------------- | ------------- | ------------- | ------------- |
| Milwaukee A.C. | besiegt       | Boer Team     |               |
| St. Louis 1    | besiegt       | Athen         |               |
| New York A.C.  | –             | Freilos       |               |
| St. Louis 2    | –             | Freilos       |               |
| Halbfinale     |               |               |               |
| Milwaukee A.C. | besiegt       | St. Louis 1   |               |
| New York A.C.  | besiegt       | St. Louis 2   |               |
| Hoffnungsrunde |               |               |               |
| St. Louis 1    | 2:0           | St. Louis 2   |               |
| Finale         |               |               |               |
| Milwaukee A.C. | 2:0           | New York A.C. |               |